# Bradley Bolke
Bradley Bolke (ur. 1 października 1925 w Nowym Jorku, zm. 15 stycznia 2015 w Dobbs Ferry) – amerykański aktor dubbingowy.

## Wybrane dubbingi[1][2]
- The First Family jako Nikita Chruszczow (1962)
- Tennessee Tuxedo and His Tales jako Chumley the Walrus (1963–1966)
- The Year Without a Santa Claus jako Jangle Bells (1974)